# Ralph James
Ralph Arthur James (Salt Lake City, 23 september 1920 – Álamo, 24 februari 1973) was een Amerikaans wetenschapper die te boek staat als mede-ontdekker van de transurane elementen americium en curium.